# Targhe d'immatricolazione del Principato di Monaco

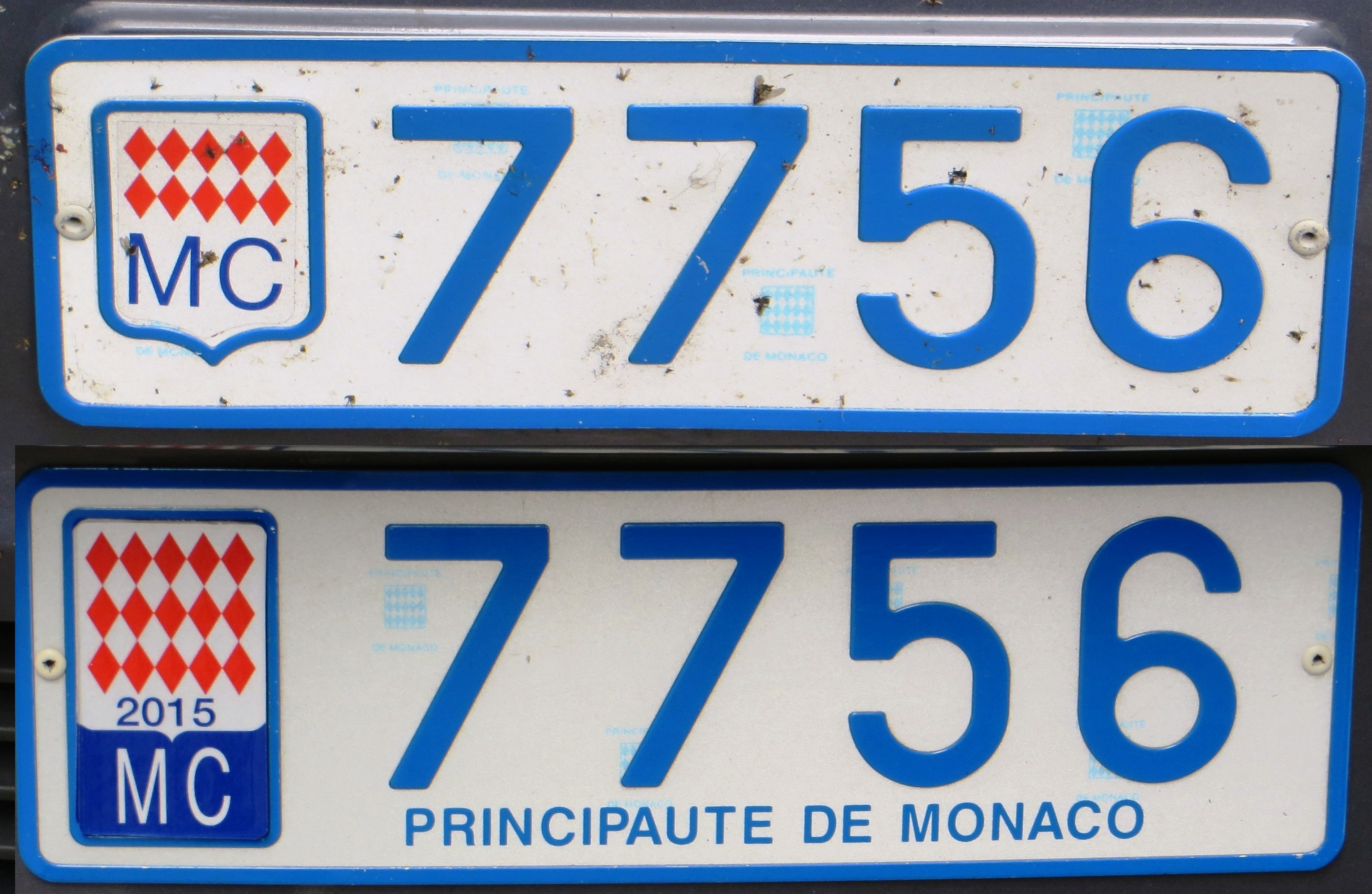
Targa monegasca standard, anteriore (in alto) e posteriore (in basso)

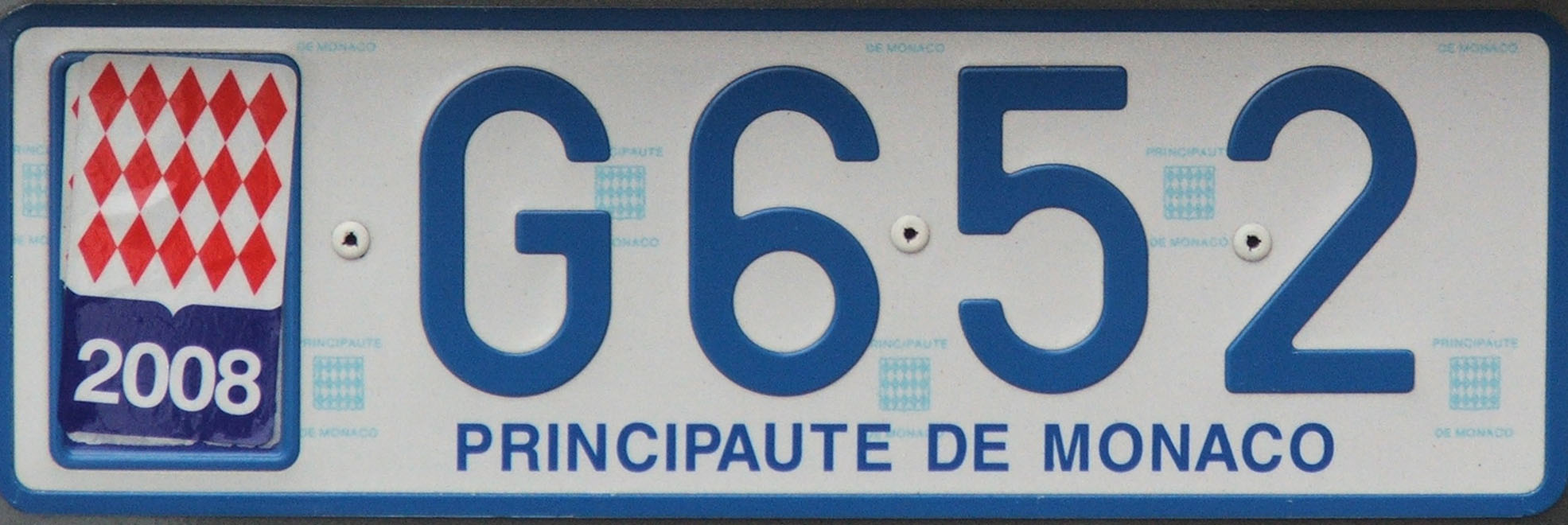
Formato anteriore al 2012

Le targhe d'immatricolazione del Principato di Monaco sono le targhe emesse per i veicoli che vengono immatricolati nel microstato europeo.

## Caratteristiche

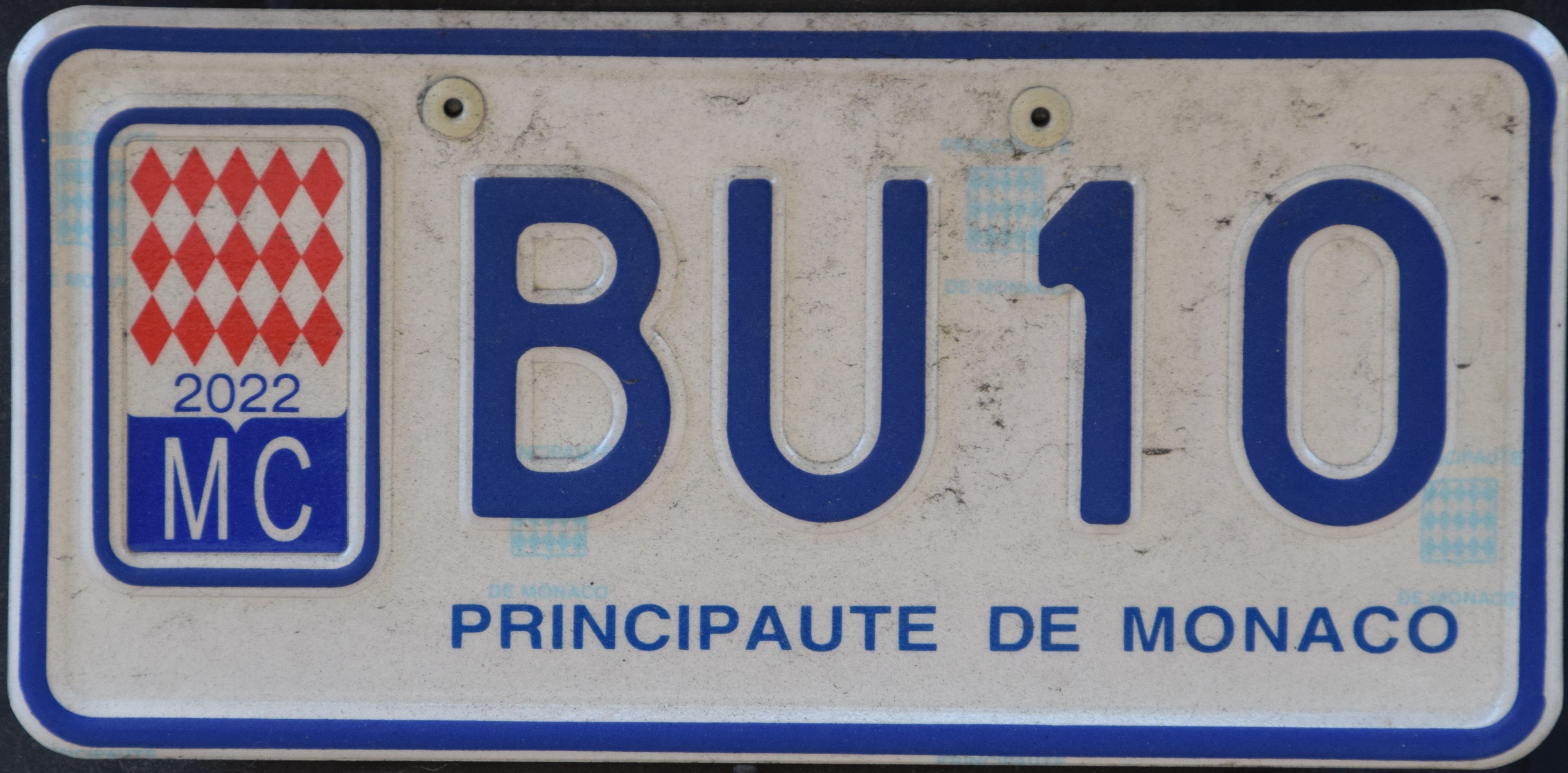
Targa di un motociclo

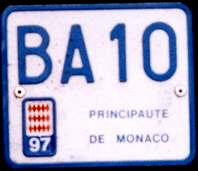
Formato (precedente al 2013) per moto leggere e ciclomotori

Dal 1978 sono in alluminio, con caratteri e contorno blu su sfondo bianco; prima dell'anno sopra specificato erano azzurre con caratteri bianchi. Sulla sinistra della targa posteriore, le cui dimensioni sono 340 × 135 mm, si trova un rettangolo verticale anch'esso blu, all'interno del quale viene annualmente attaccato un adesivo retroriflettente che richiama lo stemma del Principato di Monaco (quindici rombi rossi in campo bianco) e sul quale sono indicati l'anno per cui è stata pagata la tassa di circolazione e, dal 2012, la sigla automobilistica internazionale MC di colore bianco. Il codice alfanumerico della targa è composto da quattro caratteri, che possono essere quattro cifre oppure una lettera e tre cifre. Sotto di esso è posizionata la scritta "PRINCIPAUTE DE MONACO". 
La targa anteriore, molto simile a quella posteriore fatta eccezione per le dimensioni ridotte (290 × 110 mm), manca della scritta "PRINCIPAUTE DE MONACO". Il rettangolo è sostituito da uno scudo con contorno blu, all'interno del quale viene incollato l'adesivo relativo alla tassa di circolazione, riportante il motivo a rombi rossi (dieci anziché quindici) in campo bianco, ma non l'anno di pagamento della tassa; al suo interno, dal 2013, in ottemperanza alle norme internazionali, è scritta la sigla "MC", anch'essa blu. 
Le targhe dei motocicli misurano 225 × 135 mm, quelle delle moto leggere e dei ciclomotori 132 × 113 mm. Mentre i primi hanno i caratteri disposti su un'unica riga, i mezzi a due ruote più leggeri li hanno su doppia linea: nella riga superiore si trovano due lettere seguite da due cifre, in quella inferiore l'adesivo e la scritta "PRINCIPAUTE DE MONACO". 
Dato il numero sempre più elevato di veicoli immatricolati (mediamente 37.000 all'anno), il governo monegasco sta valutando l'introduzione di targhe completamente personalizzate a cinque caratteri previo pagamento di una sovrattassa.

## Formati speciali

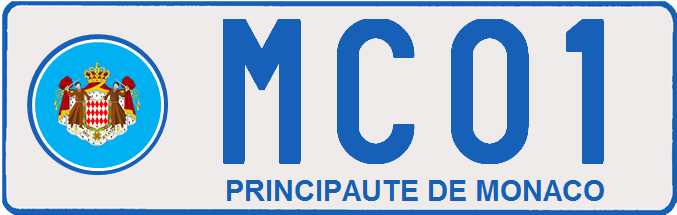
Modello di targa per le vetture riservate al Principe, con lo stemma del Principato in un cerchio azzurro a sinistra al posto dei rombi rossi

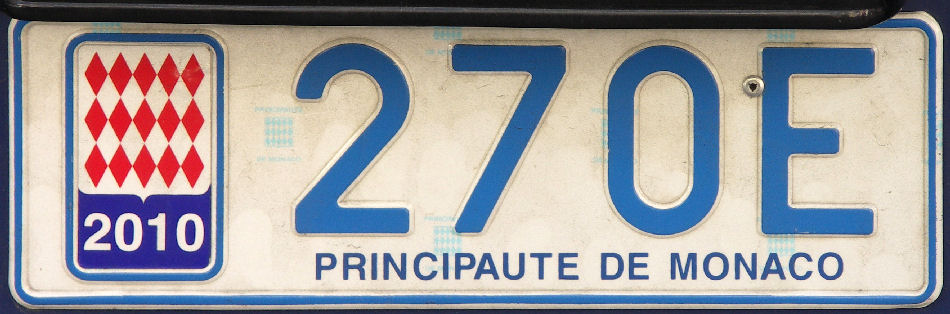
Targa di una vettura elettrica

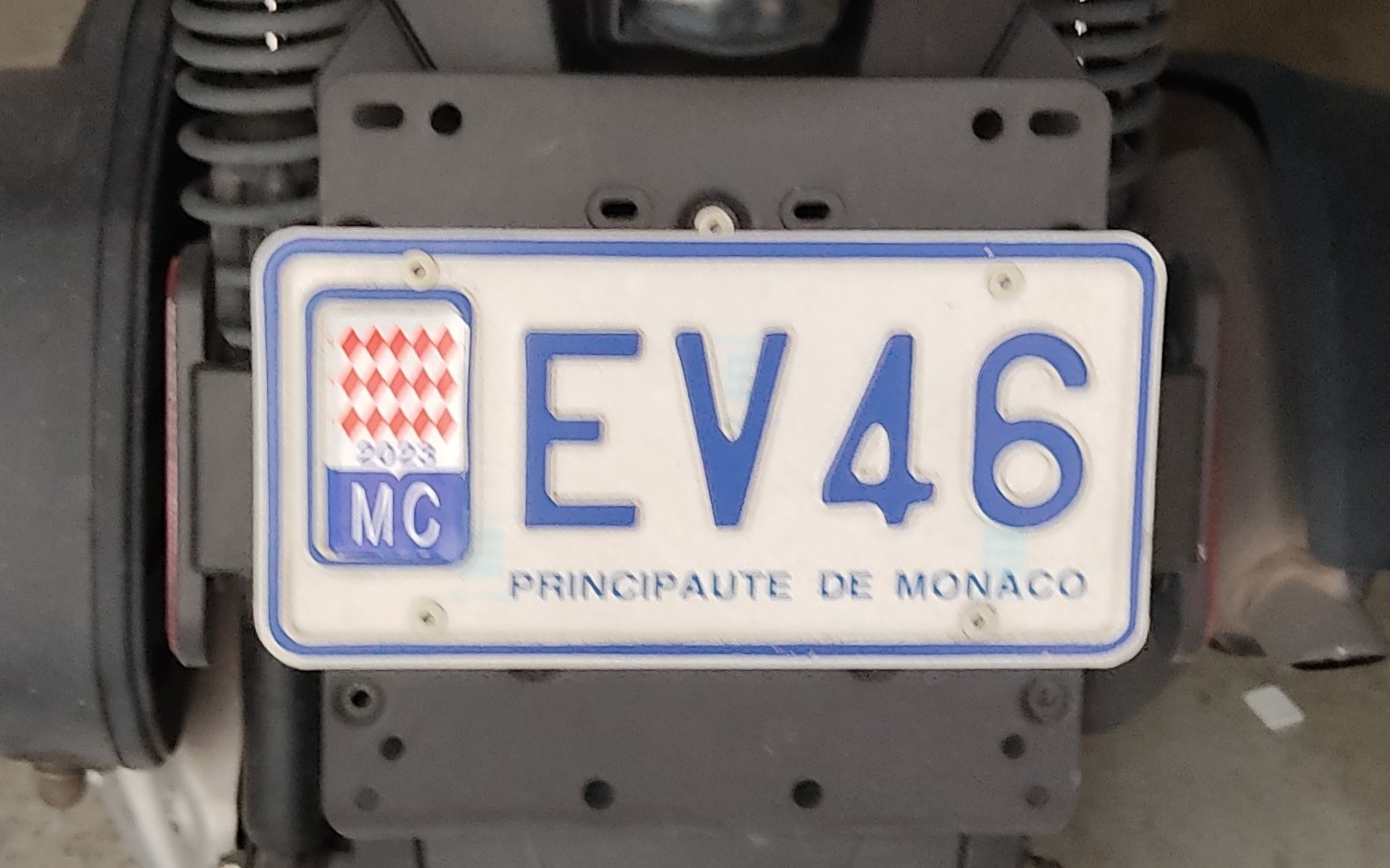
Formato per ciclomotori elettrici

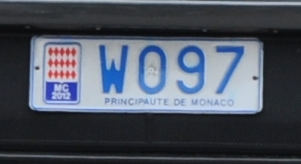
Targa prova o di un veicolo in vendita

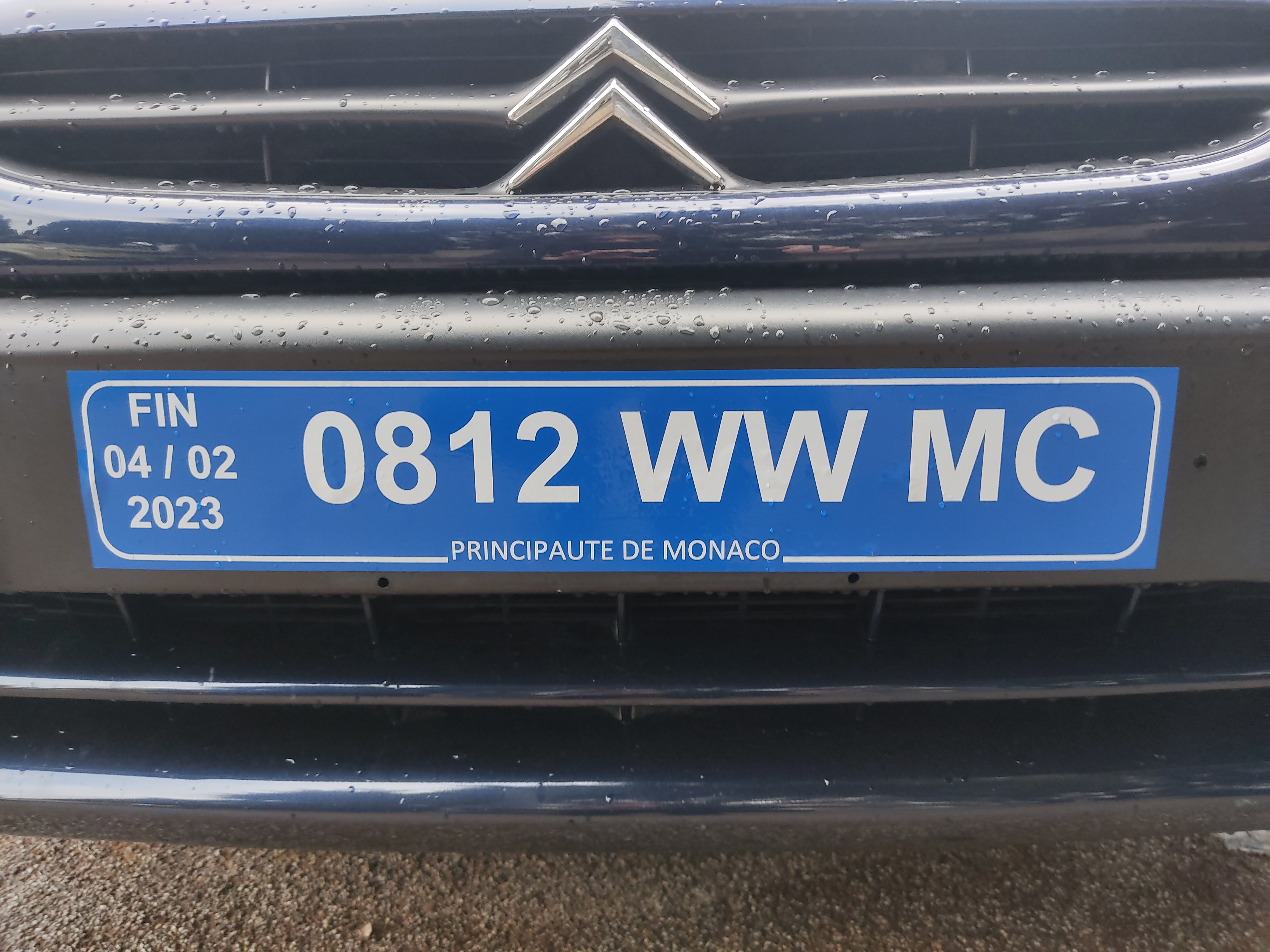
Targa da esportazione, con la data di scadenza della validità a sinistra

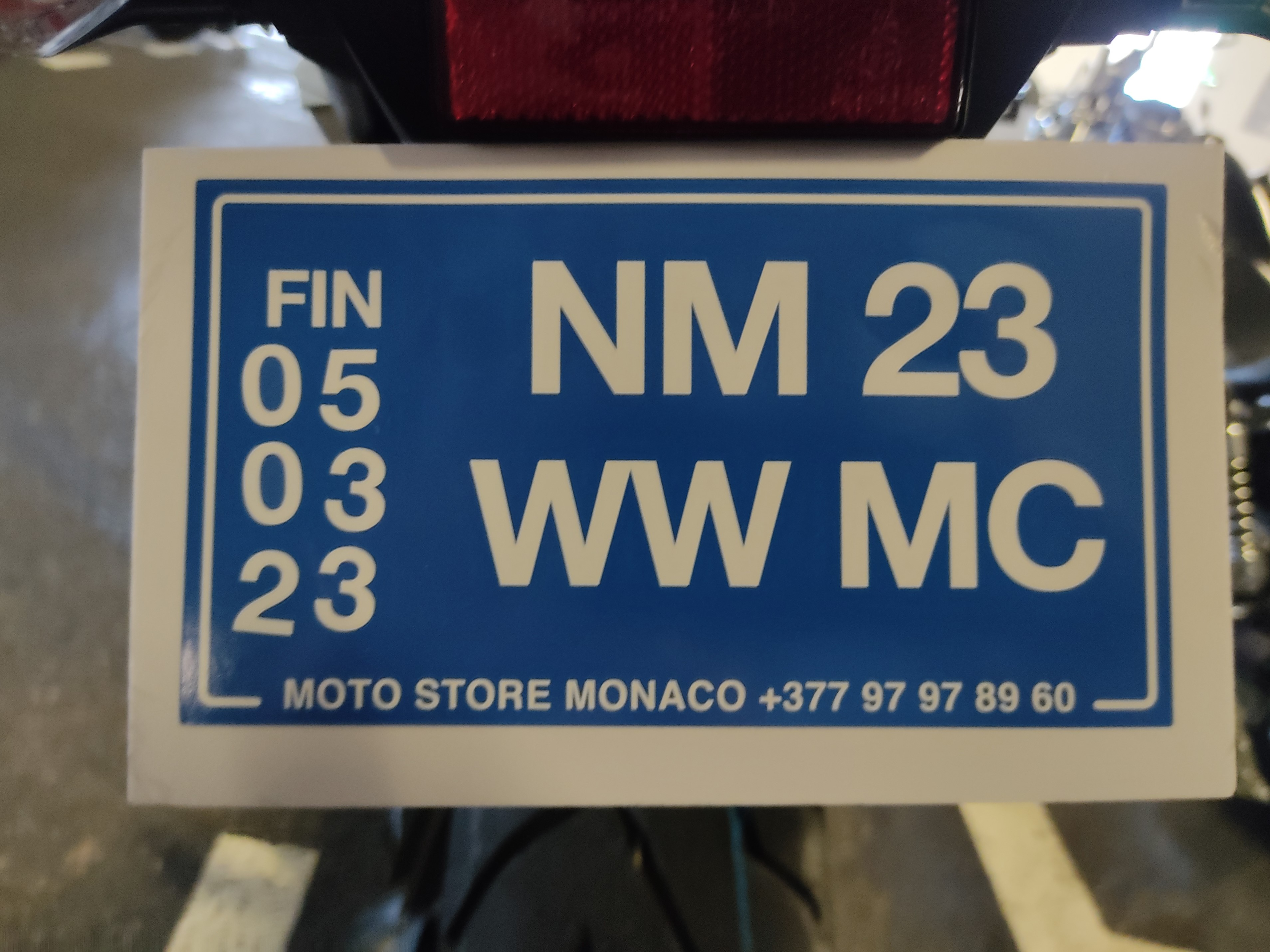
Targa da esportazione di uno scooter con scadenza 5 marzo 2023

- Autovettura della famiglia del Principe: MCxx, MPxx, PMxx (x = cifra, tra lettere e cifre può esserci uno spazio). 
Al posto dello sticker attestante il pagamento della tassa di immatricolazione, si trova una circonferenza blu all'interno della quale viene attaccato un adesivo azzurro con lo stemma della famiglia Grimaldi.
- Corpo diplomatico: CDxx, CDxA (A = lettera variabile). 
Il numero è un codice indicante l'ambasciata o l'organizzazione internazionale cui il veicolo appartiene. 
Dal 1978 al 2007 il bordo di queste targhe e dello stemma nazionale nonché i caratteri erano verdi.
- Ministero di Stato: xMEx (le lettere "ME" stanno per Ministére d'État in francese).
- Agente consolare, Console onorario: CCxx ("CC" sono le iniziali di Corps Consulaire, tra lettere e cifre può esserci uno spazio). 
Nelle autovetture riservate agli agenti consolari, fino al 2007 i caratteri erano di colore verde.
- Personale tecnico-amministrativo di ambasciate o funzionari di organizzazioni internazionali: xKxx, xK xx. 
Il codice "K" è preceduto da una cifra progressiva e seguito da ulteriori due cifre che indicano l'ambasciata o l'organizzazione internazionale cui il veicolo appartiene. 
Fino al 2007 i caratteri (solo numerici a quattro cifre), il bordo dello stemma nazionale e la cornice erano di colore verde.
- Rimorchi e semirimorchi: Axxx. 
I rimorchi il cui peso a pieno carico è inferiore a 750 kg non hanno questa sequenza alfanumerica, ma la stessa targa posteriore della motrice.
- Veicoli elettrici (esclusi ciclomotori e quadricicli): xxxE. 
Dal 1986 al 2004 i bordi della targa e i caratteri erano di colore verde, la serie era uguale a quella delle targhe ordinarie. Rappresentazione schematica di una targa anteriore precedente al 2004:

|  | 1234 |

- Ciclomotori e quadricicli elettrici: EExx, EVxx, VExx, xxEE, xxEV, xxVE.
- Motocicli in dotazione alla Polizia: SPxx.
- Targhe prova o per veicoli in vendita:  Wxxx, WAxx, WAAx (A = lettera variabile). 
Sono valide esclusivamente nel territorio del Principato per gli usi strettamente previsti per la circolazione di prova (test drive e dimostrazioni commerciali).
- Targhe provvisorie per veicoli intestati a proprietari con residenza principale all'estero: Zxxx. 
La validità è di 6 mesi, rinnovabile[3].
- Autoveicoli a noleggio: Vxxx, xxxV. Motoveicoli a noleggio: VMxx.
- Autoveicoli d'epoca o storiche: Xxxx. Motoveicoli d'epoca o prototipi: XMxx.
Queste targhe sono valide esclusivamente entro i confini del Principato per autovetture d'epoca di età superiore ai 25 anni; il loro utilizzo è legato esclusivamente a manifestazioni sportive o rievocative.
- Targhe provvisorie da esportazione dal 2011: xxxx WW MC, xxxx WW2 MC per gli autoveicoli, MA xx o NAxx (A = lettera variabile) in alto e WW MC in basso per i motocicli e gli scooter, CA xx in alto e WW MC in basso per i ciclomotori. Nel formato per i veicoli a due ruote le cifre corrispondenti al giorno, al mese e all'anno di scadenza della validità sono allineate in verticale a sinistra sotto la dicitura FIN ("termine"). 
Adesive, azzurre o blu con caratteri bianchi, più lunghe delle normali targhe monegasche, sono valide solo nel Principato e sono abbinate a un'auto o moto acquistata nel Principato da persone domiciliate all'estero. Quelle per autoveicoli misurano 455 × 85 mm, quelle per motocicli e ciclomotori 205 × 100 mm. Il codice "WW" è utilizzato per i veicoli destinati a essere immatricolati nella serie normale, mentre "WW2" viene usato in tutti gli altri casi.

- Targhe di transito temporaneo: TTxx.
Con bordi e caratteri rossi, sono riservate ai veicoli esenti da dazi doganali qualora i proprietari non vivano nel territorio doganale franco-monegasco e soggiornino temporaneamente nel Principato di Monaco, senza attività di lucro. Le lettere "TT" stanno per Transit Temporaire. Schema esemplificativo:

|  | TT63 |

- Targhe souvenir: 0000. 
Vengono vendute ai turisti in negozi specializzati. Realizzate in metallo, assolutamente fedeli alle vere targhe monegasche, non hanno valore legale e non possono essere applicate sugli autoveicoli. Le altre targhe non possono essere collezionate in quanto devono essere restituite alle autorità competenti dopo il loro utilizzo.

### Targhe realizzate per ilMariage Princier

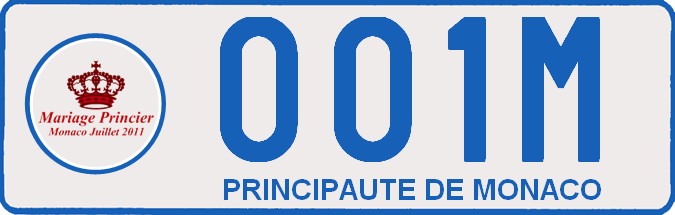
Ricostruzione della targa posteriore realizzata per le nozze principesche celebrate a luglio del 2011

In occasione delle nozze tra il principe Alberto II e Charlène Wittstock, è stata realizzata una serie di targhe temporanee xxxM (x = cifra, M sta per mariage = matrimonio), applicate sulle BMW Serie 7 che scortavano gli invitati al Palazzo dei Principi. Su tali targhe era impresso, sulla sinistra, un cerchio azzurro con all'interno il logo del matrimonio; quella apposta sulla Lexus LS 600 h Landaulet (realizzata per l'occasione) che ha scortato il principe e la principessa dopo le nozze era 001M. Queste targhe sono state poi ritirate e battute all'asta per beneficenza.

## Codici speciali terminati

### a) Nel 2007
- Targa provvisoria da esportazione: WWxx.

### b) Nel 2011
- Vetture dei Ministri di Stato: CD1Z–CD9Z. 
I caratteri, i bordi dello stemma nazionale e la cornice della targa erano verdi, neri solamente nelle vetture dei Ministri di Stato uscenti.
- Vetture del Consolato Generale francese: 1CC1–1CC9. 
I caratteri, i bordi dello stemma nazionale e la cornice della targa erano verdi. La sigla "CC" stava per Corps Consulaire.
- Vetture del Consolato Generale italiano: 2CC1–2CC9. 
I caratteri, i bordi dello stemma nazionale e la cornice della targa erano verdi.

## Sistema utilizzato dal 1950 al 1978

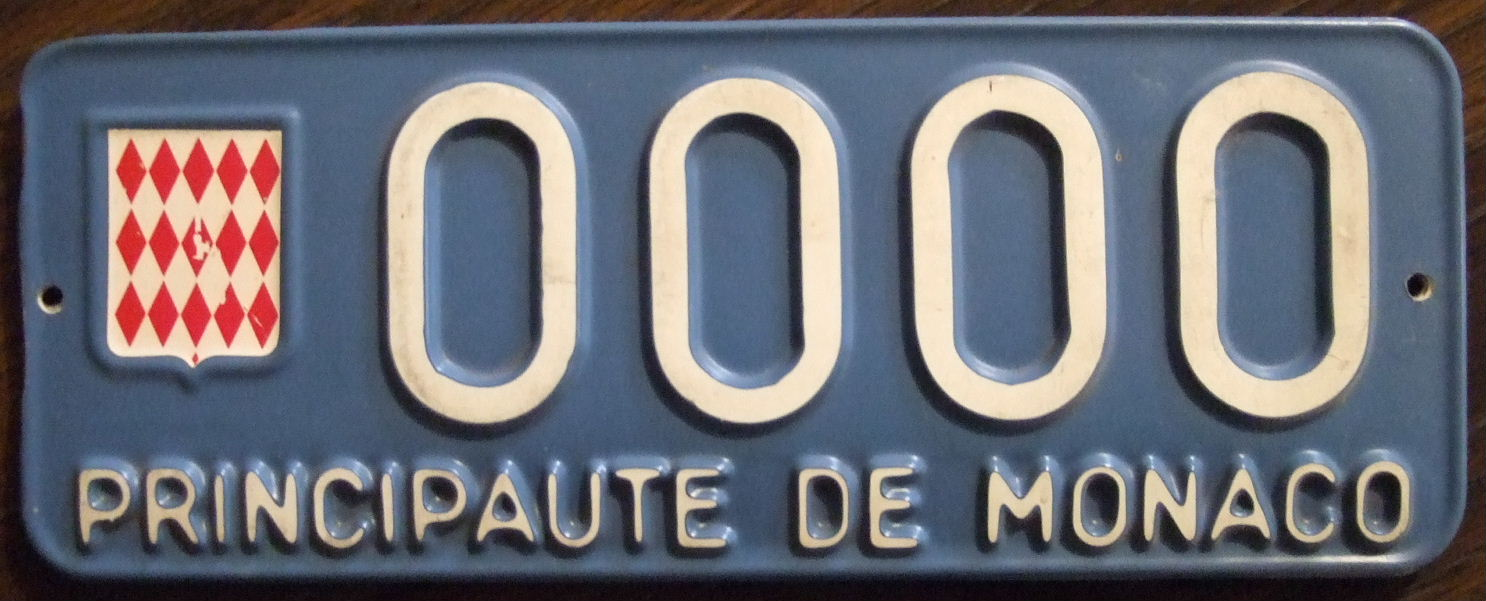
Modello di targa souvenir con formato in uso dal 1950 al 1978

Dal 1950 al 1978 le targhe emesse nel Principato erano simili a quelle attuali, con lo stemma sopra l'anno di immatricolazione (non sempre presente) a sinistra. La dicitura "PRINCIPAUTE DE MONACO" era scritta sotto i caratteri. Questi erano composti da quattro cifre fino al 1962, anno in cui si iniziò ad anteporre al numero con tre cifre le lettere seriali E, F, H, K, L, M. 
 Come nelle targhe attuali erano utilizzati i colori bianco e blu, ma invertiti: il fondo era blu con lettere e numeri bianchi. 
Le serie speciali seguivano queste caratteristiche: le targhe diplomatiche erano verdi a caratteri bianchi, quelle temporanee (con la sigla TT) rosse a caratteri bianchi. Esistevano già le serie MC per le autovetture riservate al principe, CC per quelle degli agenti consolari e W per i veicoli in vendita.
Serie speciali erano assegnate anche all'Agenzia internazionale per l'energia atomica, che aveva costituito un partenariato con il Museo oceanografico di Monaco nel 1962, e all'Ufficio idrografico internazionale (Bureau hydrographique internationale), la cui sede si trova a Monaco dal 1921. Le sigle automobilistiche erano rispettivamente CS e BH. 
Rappresentazioni schematiche:
| \| \| 1234 \| Targa del tipo in uso dal 1950 al 1978 |      |
|                                                      | 1234 |

| \| \| MC17 \| Targa di un'autovettura del Principe |      |
|                                                    | MC17 |

| \| \| CD1Z \| Targa diplomatica |      |
|                                 | CD1Z |

| \| \| 2CC4 \| Targa consolare |      |
|                               | 2CC4 |

| \| \| TT97 \| Targa di transito temporaneo |      |
|                                            | TT97 |

| \| \| CS02 \| Formato per veicoli dell'Agenzia internazionale per l'energia atomica |      |
|                                                                                     | CS02 |

| \| \| BH03 \| Formato per veicoli dell'Ufficio idrografico internazionale |      |
|                                                                           | BH03 |